# Maren Courage

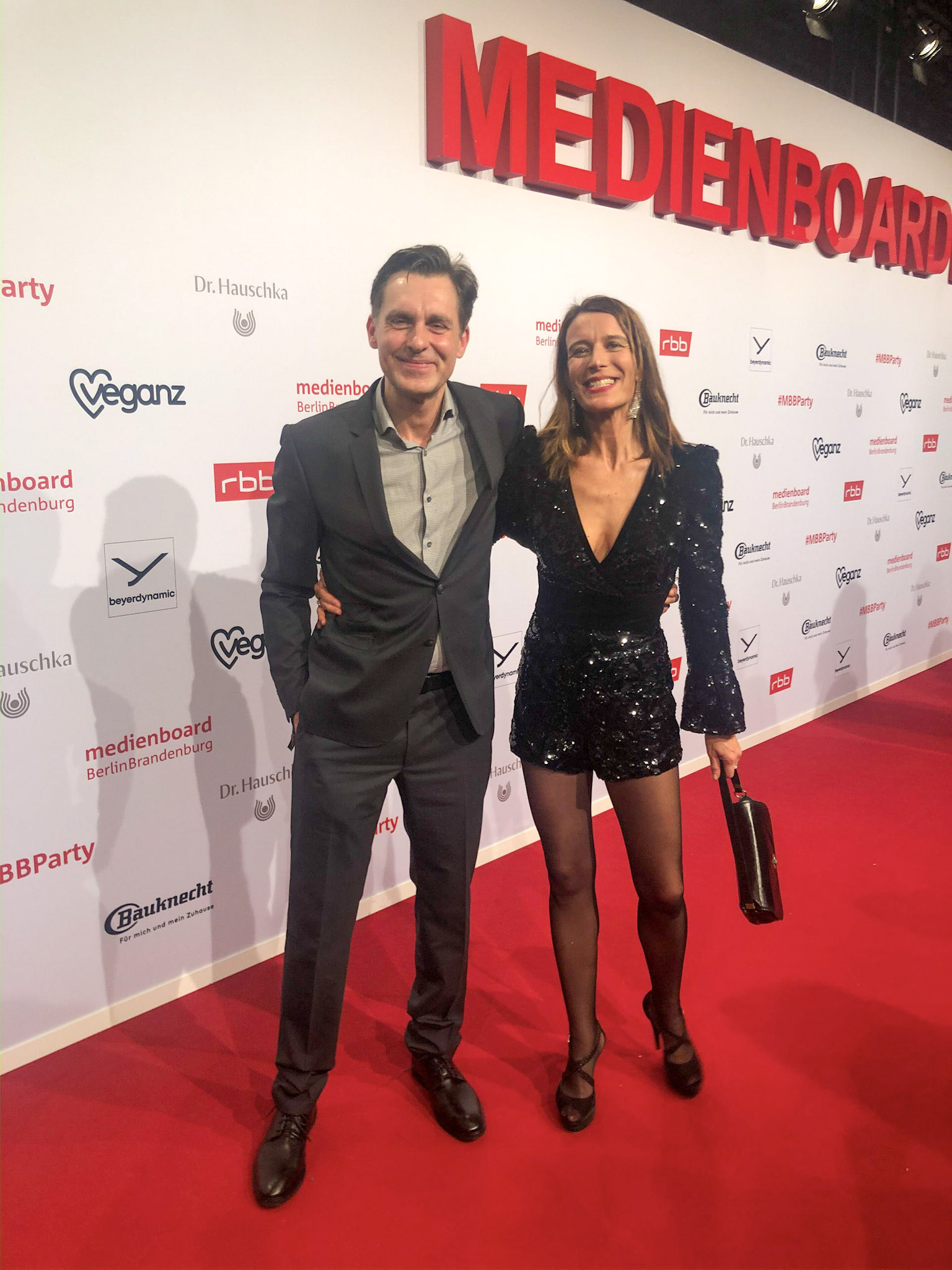
Maren Courage und Oliver Autumn (2020)

Maren Courage (* 28. April 1973 in Eisleben) ist eine deutsche Schauspielerin, Regisseurin und Gesprächsmoderatorin von Veranstaltungen mit Schwerpunkt Digitalisierung und Virtuelle Realität.

## Leben und Wirken
Ihre Kindheit und Jugend verbrachte Maren Courage in Ost-Berlin. Nach der Oberstufe bestand sie zunächst die Gesellenprüfung bei der Photografen-Innung Berlin, bevor sie ihr Abitur ablegte.

### Schauspiel

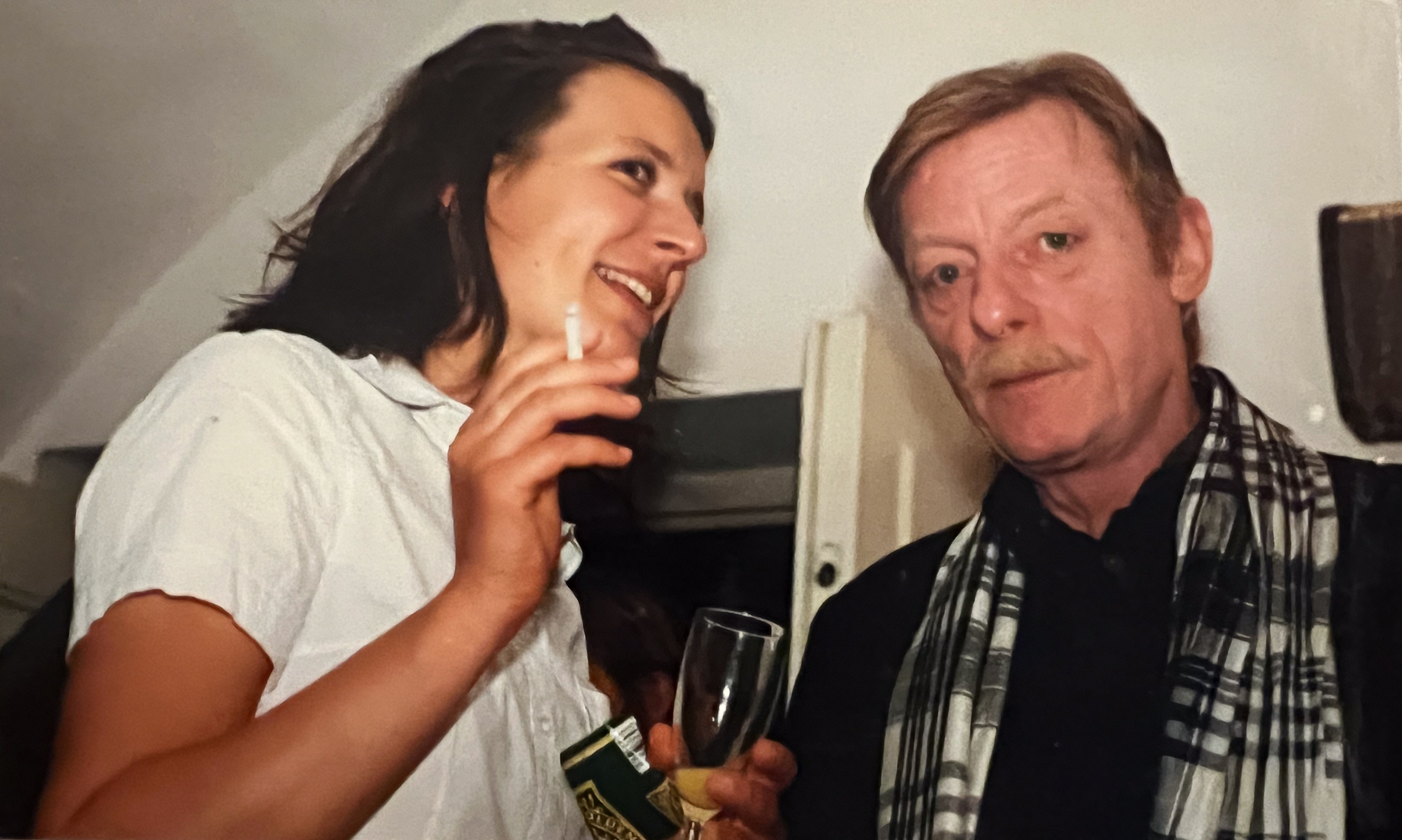
Maren Courage und Otto Sander bei der Premierenfeier zu „Jedermann“ bei den Salzburger Festspielen (2000)

Ihre Schauspielausbildung begann sie 1996 am Theaterstudio Berlin unter der Leitung von Wolfgang Hosfeld und Rainer Adler. 1999 erhielt sie ihre Bühnenreifeprüfung in München, mit Eintrag ins Register der ZBF. Anschließend spielte sie ein Jahr im Ensemble des Schauspielhaus Salzburg (damals noch Elisabethbühne im Petersbrunnhof), unter anderem als Marianne in Tartuffe, Sekretärin in Noises Off! und Raymonde in Ein Winter unterm Tisch. Es folgte ein Engagement bei den Salzburger Festspielen 1999–2001 als Teil der Tischgesellschaft in Jedermann. Parallel absolvierte Courage eine Tanzausbildung bei Grant McDaniel im Studio moveOn in Wien.

### Regie und Produktion
Nach ersten Erfahrungen als freischaffende Regisseurin in Salzburg und Wien, etwa mit einer Inszenierung von Geschwister von Klaus Mann, war Maren Courage 2001–2002 als Regieassistentin am Heidelberger Stadttheater und 2003 als Motivaufnahmeleiterin für den SFB-Tatort beschäftigt.
2006 gründete sie zusammen mit Oliver Autumn eine Produktionsfirma und produzierte mehrere Kurzfilme. Regional erlangten die beiden Bekanntheit durch die Maren Courage Filmshows.

### Moderation

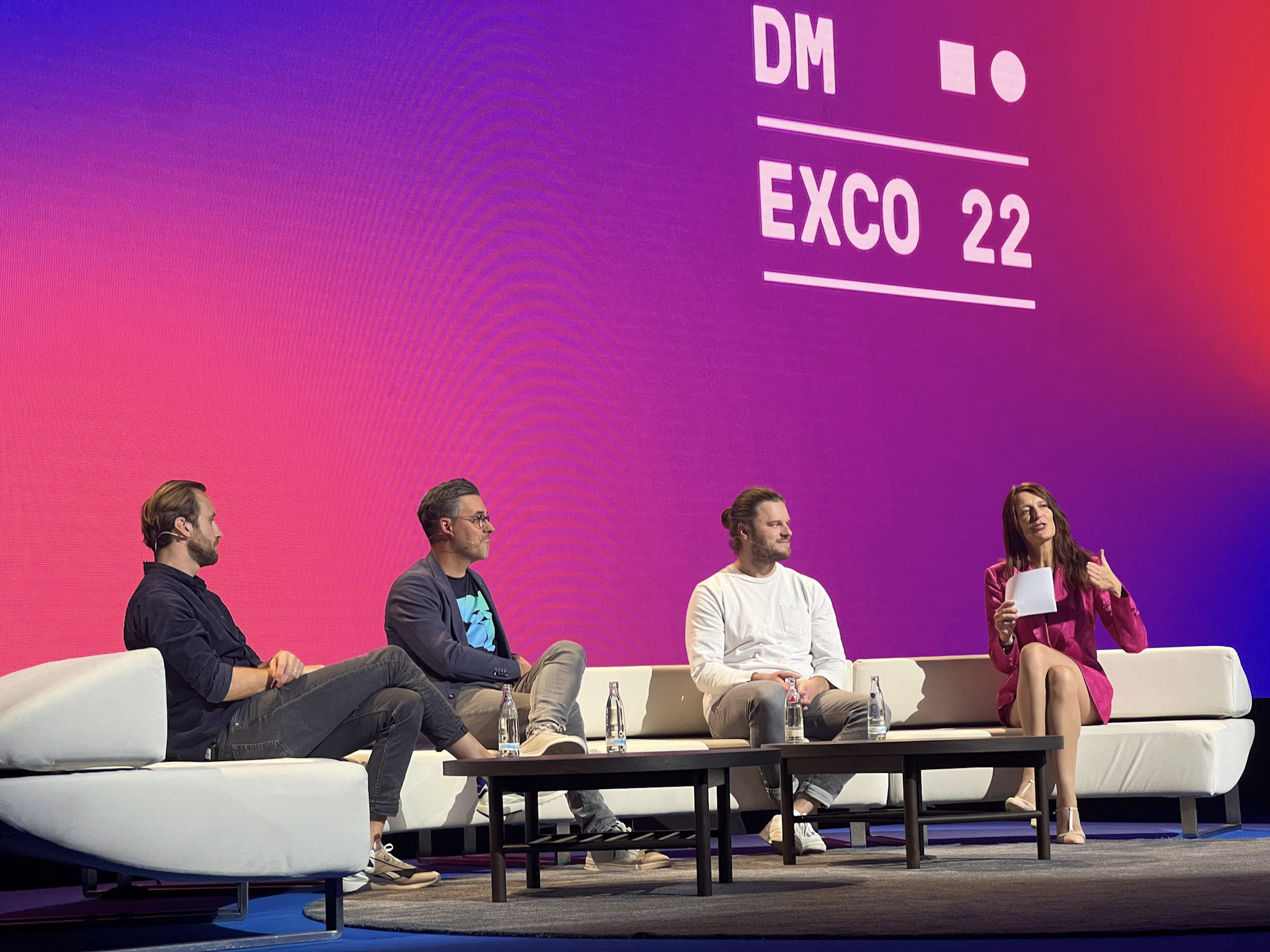
Maren Courage auf der DMEXCO 2022

Im Jahr 2015 moderierte Maren Courage ihre erste Salonveranstaltung auf Einladung von Gerald Uhlig im Café Einstein Unter den Linden.
Seit 2016 ist Moderation ihr Tätigkeitsschwerpunkt, mit inhaltlichem Fokus auf Digitalisierung und Virtuelle Realität. Die meisten ihrer Gesprächs- und Informationsveranstaltungen finden im Rahmen des VR Business Club statt, der während der COVID-19-Pandemie von Deutschland – Land der Ideen ausgezeichnet wurde. Im April 2021 startete sie die Reihe Maren Courage Digital Talks, mit Gästen wie Dorothee Bär, Dieter Kosslick, Stephan Frucht oder Frank Bielka. Im September 2021 wurde das erste Maren Courage Salongespräch veranstaltet. In dieser Reihe waren unter anderem Till Brönner, Thomas Jarzombek und Oliver Günther zu Gast.
2022 moderierte Maren Courage auf der Messe DMEXCO ein Panel zum Thema Metaverse.

## Foundation Metaverse Europe
Als Gründerin und Direktorin der gemeinnützigen Foundation Metaverse Europe bringt Maren Courage europäische Experten, Führungskräfte und Meinungsbildner zusammen, um europäische Werte im Metaverse zu erhalten, zur Förderung einer souveränen Gesellschaft im digitalen Raum.
Die Stiftung führt unter anderem Veranstaltungen zum fachlichen Austausch und zur Meinungsbildung durch, wie etwa ein Symposium zum Thema „Europäische Souveränität“ im Februar 2024 mit Axel Voss, Mitglied des Europäischen Parlaments, als Keynote-Speaker.

## Filmografie
- 2012: The World of Leem (Spielfilm; Regie, Drehbuch)[15]
- 2011: Schlussklappe (Kurzspielfilm; Co-Regie)[15]
- 2008: SHARE – the Survey of Health, Ageing and Retirement in Europe (Imagefilm, Regie)[15]